# Karl Georg Freiherr von Hammerstein-Gesmold
Karl Georg Freiherr von Hammerstein-Gesmold (* 14. November 1873 in Bückeburg; † 11. Februar 1932 in Magdeburg) war ein deutscher Landrat im Landkreis Cochem sowie Regierungsrat in Breslau und Magdeburg.

## Leben

### Herkunft
Karl Georg war ein Sohn des fürstlich Solms-Braunfelsschen Hofmarschalls und preußischen Majors Karl von Hammerstein-Gesmold (1829–1893) und dessen Ehefrau Alexandrine, geborene Gräfin von Razumovsky (* 1845). Der spätere General der Infanterie Hans von Hammerstein-Gesmold (1867–1933) war sein älterer Bruder.

### Karriere
Nach dem erfolgreichen Schulbesuch eines Gymnasiums in Hannover studierte Hammerstein in der Zeit von 1893 bis 1896 in Freiburg im Breisgau, Berlin, München und Göttingen. Nach der Promotion in Göttingen am 28. Januar 1897 mit seiner Dissertationsschrift Das Fideikommiss auf den Ueberrest nahm er seine ersten Anstellungen zunächst beim Landgericht in Burgdorf und dann bei der Regierung in Hannover wahr. Später wirkte er weiterhin in Neustadt, dann in Göttingen, gefolgt von Königsberg, bevor am 1. März 1904 eine Anstellung bei der Regierung in Koblenz annahm. Am 1. Juni 1906 wurde er zum kommissarischen Landrat im Landkreis Cochem ernannt, die am 7. Dezember 1908 in eine endgültige Ernennung umgewandelt wurde.
Zwischen 1913 und 1918 war er auch Mitglied des Rheinischen Provinziallandtags. Im Juli 1918 wurde er aus dem Landkreis Cochem mit dem Ruf und der Ernennung zum Regierungsrat in das Oberpräsidium nach Breslau offiziell verabschiedet. Zuletzt wurde er am 21. März 1921 zum Oberregierungsrat in Magdeburg ernannt, wo er bis zum Jahr 1932 blieb und dort während der Ausübung seines Dienstes im Alter von 58 Jahren verstarb.